# Закарпатська карстова область

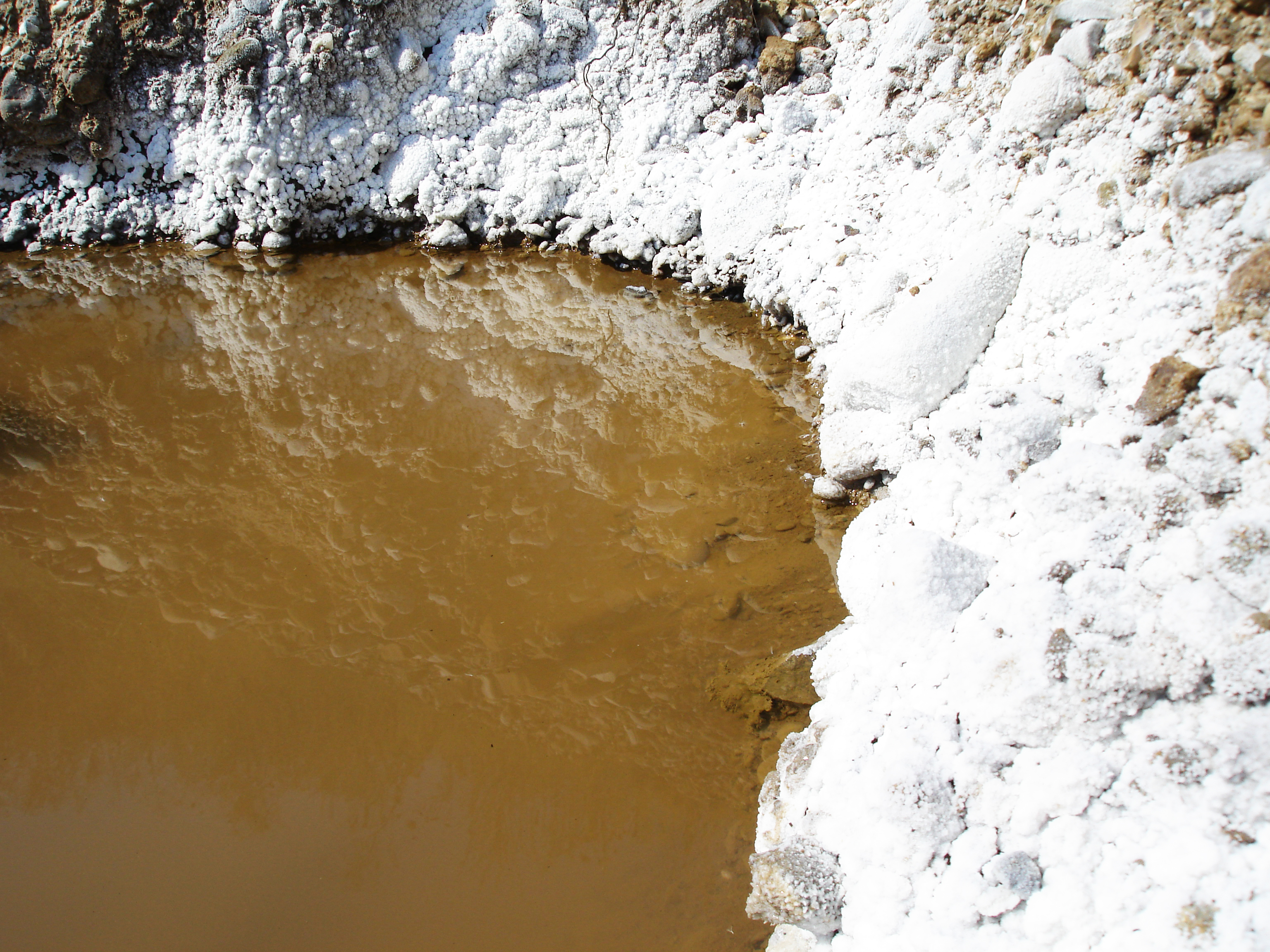
Солене карстове озеро, що утворилося у карстовому провалі

Закарпа́тська ка́рстова о́бласть — розташована в межах Закарпатської низовини (Україна). Площа 0,14 тис. км². У геоструктурному відношенні лежить у межах Закарпатського прогину.
Характеризується розвитком соляно-діапірових структур. Характерний соляний покритий та голий карст. Поширені останці, яри, улоговини, озера, карстові лійки, понори, карри та інші поверхневі карстові форми рельєфу. Підземні карстові порожнини відомі тільки у межах Солотвинського родовища кам'яної солі. У провалах утворилися соляні карстові озера (найбільше — Кунігунда). Відомі соляні печери, деякі з яких сягають довжини у десятки метрів.